# 台灣生態
| \| 本條目屬於 臺灣系列 \| |
| 前往臺灣主題頁 |
| 臺灣概況 - 經濟 • 政治 • 法律 • 人權 • 能源 • 交通 行政區劃 • 城市 • 政府 • 政黨 • 選舉 • 總統 • 外交 軍事 • 族群 • 人口 • 公民 • 原住民族 • LGBT權益 臺海現狀 • 臺灣問題 |
| 臺灣文化 （總覽） - 文學 • 料理 • 茶藝 • 小吃 • 夜市 • 郵票 建築 • 語言 • 宗教 • 葬禮 • 古蹟 • 遺址 • 國寶 民俗文物 • 節日 • 教育 • 體育 • 媒體 • 眷村 文化活動 • 觀光 • 購物中心 • 百貨公司 世界遺產潛力點 • 歷史建築百景 • 流行文化                                                    |
| 臺灣藝術 （總覽） - 音樂 • 漫畫 • 動畫 • 電影 • 攝影 • 舞蹈 戲劇 • 臺劇 |
| 臺灣地理 （總覽） - 天文 • 氣候 • 地質 • 地震 • 斷層 • 火山 • 生態 濕地 • 山峰 • 山脈 • 湖泊 • 水庫 • 河流 • 溫泉 島嶼 • 海岸 • 特殊生物 • 保育生物 • 生態環境 自然保護區 • 國家公園 • 森林遊樂區 縣市級風景特定區 • 直轄市級風景特定區 國家級風景特定區                                 |
| 臺灣歷史 （詳細） - 史前時期(-1624)↓理蕃政策(1933) 原住民聯盟與政權↓奧蘭治城包圍戰(1662)↓澎湖海戰(1683)↓馬關條約(1895)↓日本投降(1945) 荷屬福爾摩沙/西屬艾爾摩莎 鄭氏政權清治時期 日治時期 戰後時期 │1624│1649│1674│1699│1724│1749│1774│1799│1824│1849│1874│1899│1924│1949│1974│1999│2024 |
| 閱 • 論 • 编 |
| 本條目屬於 臺灣系列 |

## 氣候
台灣位於北回歸線上，地處熱帶及亞熱帶交界，四面環海。通常在緯度30度左右容易形成高壓帶，由於天氣晴朗少雲且雨量稀少，較易形成沙漠，例如撒哈拉沙漠 （北非）、阿拉伯沙漠 （中東） 及索諾蘭沙漠 （墨西哥）。然因台灣正當東北季風與西南季風之衝，帶來豐沛雨量，因此台灣全境多屬亞熱帶季風氣候。另外黑潮暖流自鵝鑾鼻北上呈V字形流過台灣兩側，使台灣南部與西南部氣候比同緯度地區溫暖，因此形成熱帶季風氣候。

## 自然史
台灣地處歐亞板塊的邊緣，自古以來持續受到菲律賓板塊的衝撞擠壓；台灣在恐龍滅絕以後（台灣從未發現恐龍化石）才被推擠隆出海面，確切時間仍有爭議（從5,000萬年前到100萬年前不等）。在數次冰河期間由於海平面下降，台灣曾經與亞洲大陸數度相連，因此一些古老物種如台灣杉、台灣粗榧、台灣穗花杉等得以遷徙台灣。這些物種在白堊紀至第三紀時曾廣泛分布於北半球，而後由於冰河影響而廣泛滅絕；在幾次冰河期中，台灣都未被冰層覆蓋，因此生物不像在北半球其他地方受到毀滅性的傷害，這些古老物種得以生存於台灣。尤其在第四季冰河期時，全北半球因東亞無東西山脈之阻隔，而受冰河影響較小，所以東亞物種歧異性較高。冰河退卻後，氣候回暖，海平面再度上升，台灣海峽形成，這些生物因而避居高山，稱為孑遺生物。留在台灣的物種由於地理上的隔絕，因此演化為獨特的物種。

## 生物地理區
| 新北界 新熱帶界 衣索比亞界 | 古北界 東洋界 |

生物地理分佈區

台灣位於生物地理分區中舊北區和東洋區的交會地帶。台灣平地和低海拔地區的生物相接近東洋區，也就是鄰近華南和東南亞一帶的物種。異域種化時間短，特有種比率低。可能是晚近（1萬年前最近一次冰河期）才遷徙來台灣的物種。
台灣高山地區的生物相則與鄰近地區不同，反而接近舊北區，也就是溫帶亞洲、歐洲和喜馬拉雅山地區的物種。異域種化時間長，特有種比率高。可能是在古代（更早的冰河期）間冰期來到台灣的溫帶物種，由於氣候回暖而往高山遷移退卻。如冰河孑遺植物玉山薄雪草Leontopodium microphyllum，是萬里外歐洲阿爾卑斯山高山薄雪草 Leontopodium alpinum 的近緣種，具有地質與生物變遷史上的研究價值。
蘭嶼綠島區與台灣本島的蝸牛及昆蟲等生物相又有相當程度差異。如不具飛行能力的球背象鼻蟲屬Pachyrrhynchus的甲蟲，不見於台灣，但在巴布煙群島及呂宋島分布許多同屬甲蟲。植物方面，肉荳蔻科Myristicaceae、牛栓藤科Connaraceae、竹芋科Marantaceae和霉草科Triuridaceae 等4科僅分布於蘭嶼綠島，不見於台灣，但在菲律賓和馬來西亞種類豐富。日本學者鹿野忠雄便主張將新華萊士線向北延伸至蘭嶼綠島西側；如果依照鹿野氏的分界的話，那麼蘭嶼和綠島便屬於澳大拉西亞區中的菲律賓亞區了。

## 陸域生態系

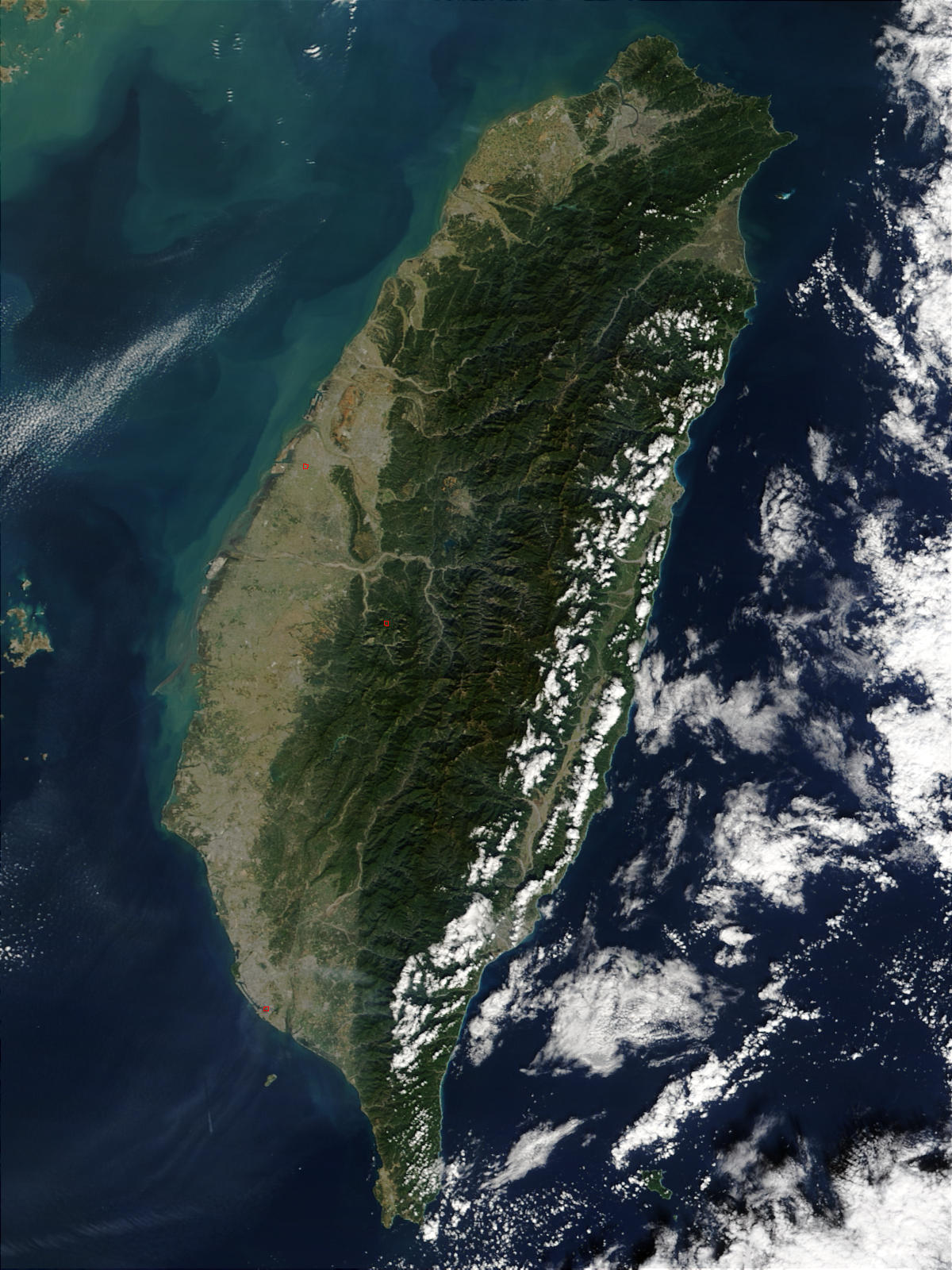
台灣島的衛星照片，照片清楚地顯示出台灣島的森林分布狀況。

台灣由於高山林立，高度的落差造成了溫差，因此形成複雜的氣候：亞寒帶、溫帶、亞熱帶及熱帶。不同的氣候類型，台灣可分為不同型態的植被生態系：

### 高山寒原
海拔3,400公尺以上的地帶，即森林線以上的地區，稱之為高山寒原，這地區的生態環境與北極的凍原類似。包括玉山、雪山、大霸尖山和南湖大山等山頭，冬天甚長，常見積雪，冰封季至少四個月，年均溫低於10度。由於表面土壤薄，地形陡峭，保水力差，強風吹襲及烈日照射，一般植物不易生長。生長於高山寒原的高山植物主要有兩類：矮灌木 （如高山杜鵑、玉山小檗（蘗）（ㄅㄛˋ）、玉山圓柏等） 及草本植物 （阿里山龍膽、高山薊、玉山佛甲草等）。動物種類較少，主要只有台灣朱雀、金翼白眉、高山白腹鼠、華南鼬鼠等。

### 高山草原
海拔3,000公尺以上的高山地帶，由於表土層薄，水分保持不易，年均溫10度以下，樹木不易生長，因此遍布耐旱、耐寒的矮小植物。主要組成植物是箭竹和高山芒。棲息的動物種類較少，如特有種的雪山草蜥。

### 冷溫帶針葉林

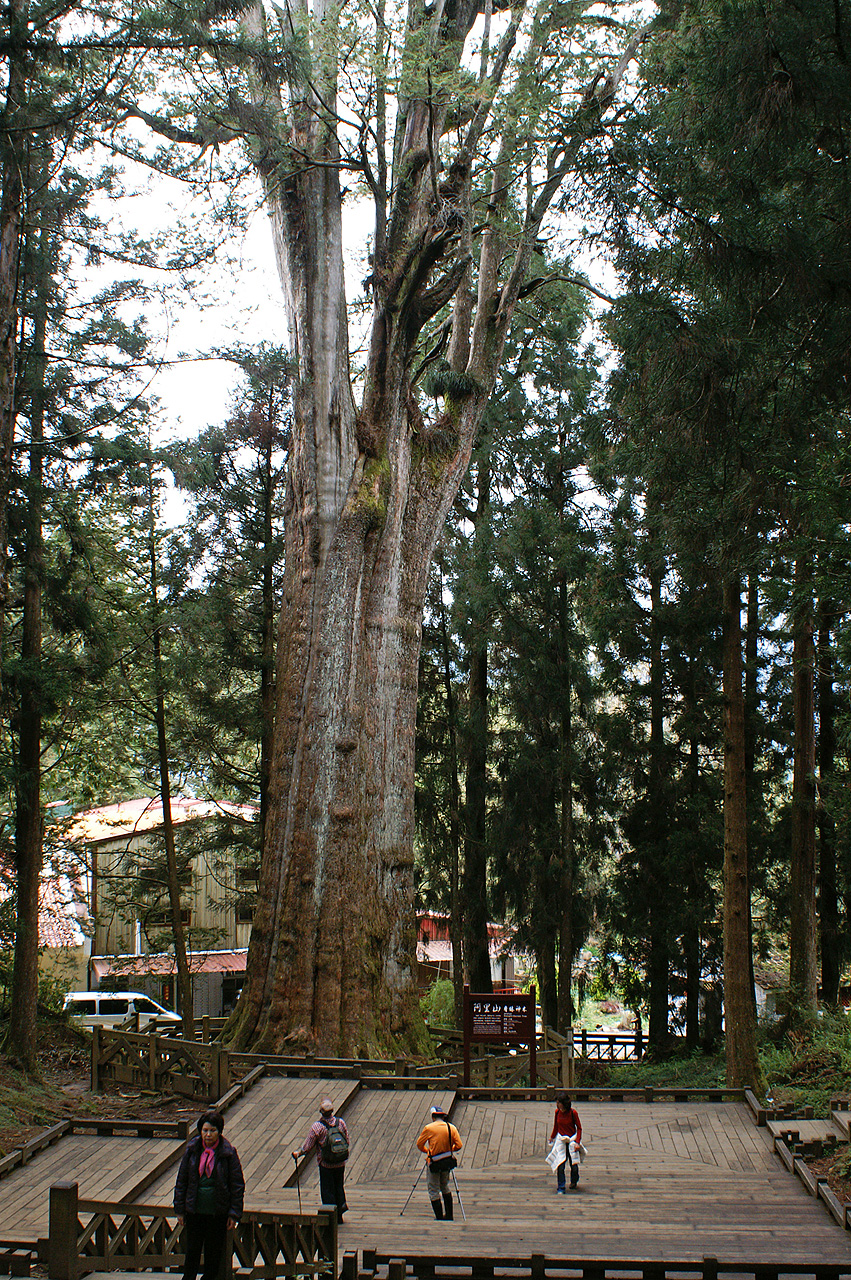
台灣針闊葉混合林樹種-紅檜

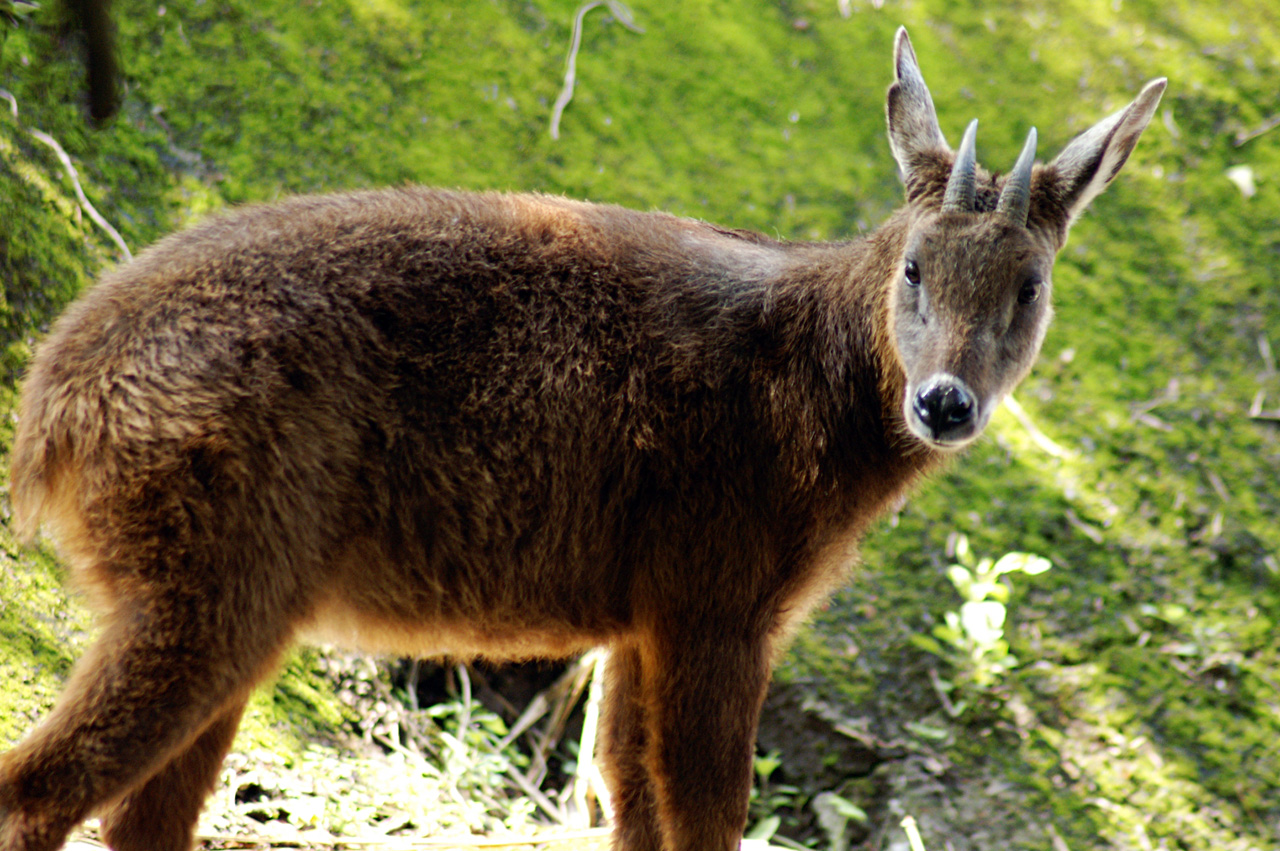
台灣針闊葉混合林中的哺乳類-長鬃山羊

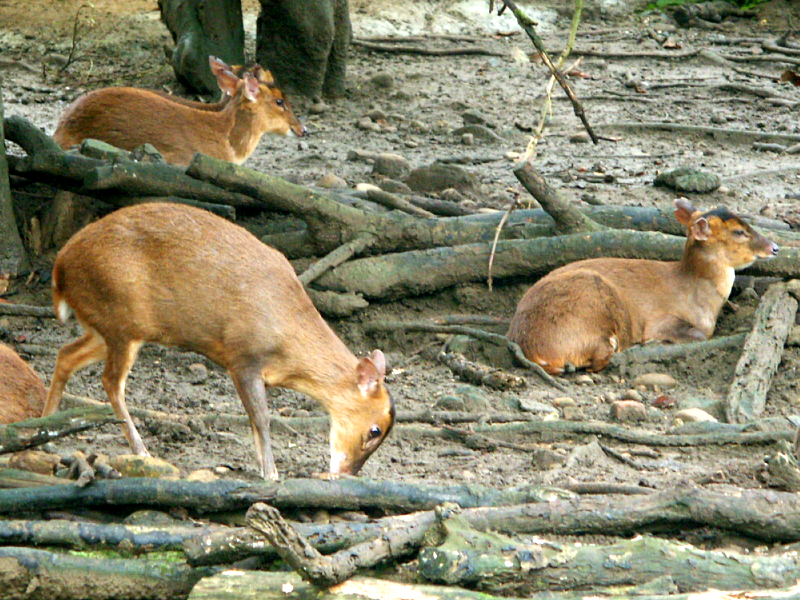
台灣溫帶闊葉林中的動物-山羌

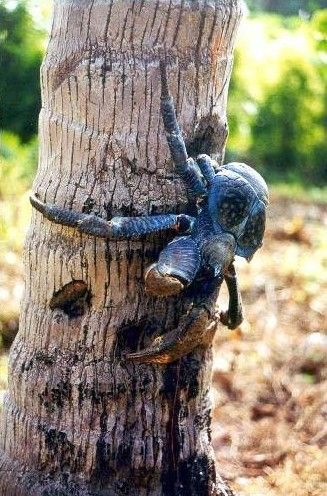
蘭嶼的特殊動物-椰子蟹

分布於海拔2,500 ~ 3,000公尺左右，與高緯度地區的針葉林相似，較高海拔處以冷杉為主。海拔較低處則以台灣鐵杉及台灣雲杉為主。喬木層下的地被植物則以箭竹、蕨類及蘚苔植物等。動物種類不多，包括帝雉、台灣朱雀、金翼白眉、岩鷚、雪山草蜥和台灣蜓蜥等。

### 溫帶針闊葉混合林
分布於海拔1,800 ~ 2,500公尺的地區，針葉樹在此區顯著增加。樹種以台灣扁柏、紅檜、台灣山毛櫸、木荷、九芎等為主。林下則有灌木與草本植物生長。針闊葉混合林中的動物則包括赤腹松鼠、白面鼯鼠、台灣長鬃山羊、水鹿、台灣黑熊、台灣森鼠、帝雉、台灣山椒魚......等。

### 暖溫帶闊葉林
台灣的暖溫帶闊葉林多為四季常綠，只有少數為例外，例如楓樹、銀杏等。此區分布於海拔500 ~ 1,800公尺。氣候濕涼，土壤肥沃，植物種類多元，以樟科（如黃樟、牛樟）、殼斗科（如櫟屬植物）或茶科植物為主，針葉樹的數量還較為稀少，同時可見到許多附生植物與藤本植物。動物的種類也十分多元，如深山竹雞、白耳畫眉、黃山雀、赤腹松鼠、台灣獼猴、白鼻心、藍腹鷴、山羌和穿山甲等。

### 亞熱帶闊葉林
分布於海拔500公尺以下。植物以桑科（如榕樹）和樟科（如大葉楠、香楠）等為主，森林底層則有許多蕈類生長。是人類活動較頻繁的區域。由於海拔低，開發早，原始林多已開發消失，現多為次生林（如白匏仔、血桐、山黃麻等植物）與人工林（如相思樹、油桐、綠竹等植物）。常見動物有麻雀、松鼠、蝙蝠、各種鳥類、蛇、蜥蜴、昆蟲等。

### 熱帶季風林及海岸林
分布於台灣南部的恆春半島、蘭嶼及綠島等地。此區夏季多雨，冬季乾燥多風，年平均雨量約3,000公釐以上，年均溫25度以上，屬於熱帶氣候。主要植物有榕屬植物、板根植物及蘭花、蕨類及木質藤本等附生植物等，部分熱帶海岸植物會以海水傳播種子，墾丁國家公園也陸續與他國交換植株，故在此可見許多熱帶植物。動物種類也很多。在蘭嶼，較特殊的動物有椰子蟹及珠光鳳蝶等，另外蘭嶼角鴞為蘭嶼特有種。

### 平地草原
台灣西部平原雨量集中在夏季，冬季在乾旱與強風的作用下，只能生長耐旱的禾本科雜草，如狗牙根、五節芒、狗尾草等，因而發展出草原生態的景觀。然而隨著農墾活動的增加，西部平原現多已被農田、住家取代，這種景觀現已較少見，目前以恆春半島的大草原較具規模。

### 沙丘
台灣雖無沙漠地形，但有規模較小的沙丘。台灣西海岸多為沖積平原，河流夾帶的泥沙沉積於沿岸，又由於雨量稀少、強烈海風吹襲，容易形成沙丘，如雲林外傘頂洲、新北鹽寮、屏東恆春風吹沙等地。另外彰濱工業區的崙尾地區開發了濕地卻無工廠進駐，也造成濕地乾涸而沙漠化，形成類似沙丘景觀，目前仍有許多鳥類過境於此。在沙丘邊緣，生長著一些耐旱性強的植物，如文殊蘭、馬鞍藤、林投等。動物種類不多，以蜥蜴、鳥類、昆蟲等為主。

## 水域生態系
水域生態系包括淡水生態系和海水生態系。

### 溪流生態系

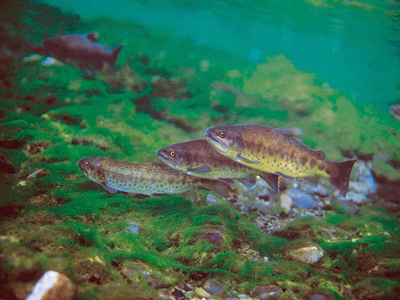
生活於大甲溪上游的台灣鮭魚

流動水域包括江河和溪流，因各種物理、化學條件的不同，使得生存其間的生物也不同：
溪流上游，坡度大，水流湍急、水溫低、溶氧量高、pH值高，偏鹼性、有機質含量低。能生活在此環境的生物種類不多，如石蠅、台灣鏟頷魚、台灣鮭魚等。
溪流中游，流速漸減，含氧量減少，有機質含量增加，pH值漸減而偏酸性。水溫較高。生物種類較多，有蜉蝣、溪哥、鯉魚等。
溪流下游，河面變寬，水流緩慢，溶氧量更少，人類活動增加，因此污染物也較多。水中有機物豐富，僅有少數生物生存，如吳郭魚、羅漢魚、大肚魚、紅蟲等。

### 湖泊生態系
靜止水域依光線穿透情形，可分為湖泊和水潭。在湖泊，有些區域光線無法穿透，主要生產者是矽藻、綠藻等藻類,以及藍綠藻，消費者以魚類為主。在池塘，水淺而光線充足，則有一些挺水性植物－－香蒲和慈菇、浮水性植物和沉水性植物及其他大型淡水藻類等，消費者以各種魚類、蛙類、節肢動物如水蚤、蝦、蟹和軟體動物如淡水蚌、螺為主。

### 潮間帶生態系
潮間帶指海岸高潮線和低潮線之間的地區。陽光充足，有機質多，生物資源豐富。由於潮水漲退的關係，生活於此區的生物都有其特殊的適應方法以抵抗乾燥和海浪衝擊。台灣四面環海，海岸線長達1,100多公里。台灣的潮間帶因地形差異可分為：泥岸、沙岸及岩岸等不同的生態景觀。
台灣泥岸分布於西南沿海，包括彰化、雲林及嘉義等地。由於堆積作用形成泥質灘地。因有機物豐富，可見文蛤、牡蠣、螃蟹等生物及鷸、鴴等遷移性水鳥。
台灣沙岸分布在北部白沙灣、鹽寮、福隆等地。因泥沙鬆散，底質不穩定，有機物少，生物種類也較泥灘地少，僅有少數貝類、蟹和環節動物生活其間。
台灣岩岸分布於台灣北部和東部，如台北野柳、花蓮石梯坪等。大型藻類如石蓴、石花菜等為主要生產者。常見動物有海葵、珊瑚、海星、螃蟹、熱帶魚等。

### 珊瑚礁
珊瑚礁主要分布在水溫25 ~ 29度、南北緯30度之間的礁岩海岸。台灣除了西部沙岸及泥岸地區外，其他地區海岸和離島都有珊瑚礁分布。台灣的珊瑚礁主要分布於墾丁、蘭嶼、綠島及小琉球海域，此區珊瑚礁熱帶魚類約有1,500種，北部的亞熱帶珊瑚礁魚類也約有800種。

### 近海區
低潮線以下的水域，其底部為大陸棚，有充足的陽光透入，又較不受潮汐和海浪影響。主要生產者有昆布、馬尾藻等大型藻類，另外還有珊瑚、螃蟹、龍蝦、魚類等動物，是人類獲取食物和資源的主要場所。

### 遠洋區
遠洋區海水上層，有充足的陽光透入，稱為透光區。平均深度約為100公尺，但在少數清澈的海水中，透光區可延伸到200公尺。此區生物種類較近海區少，主要以浮游生物、各種魚類、烏賊、鯨魚等為主。透光區下層為無光區，因為陽光透過水層，會逐漸被水吸收。水深超過200公尺的水域，沒有充足陽光透入；超過1,000公尺深處，光線則無法抵達。由於終年黑暗，溫度低，壓力大，只有少數生物生存，如深海魚類。

## 沼澤生態系
沼澤是排水不良的低地、定期被水淹沒，是陸地和水域的過渡地帶。可分為內陸的淡水沼澤與位於河流出海口的河口沼澤。

### 淡水沼澤
主要由湖泊、水潭淤積而成，水位不會定期升降，如新竹宜蘭交界的鴛鴦湖地區、墾丁的南仁湖地區等。

### 河口沼澤

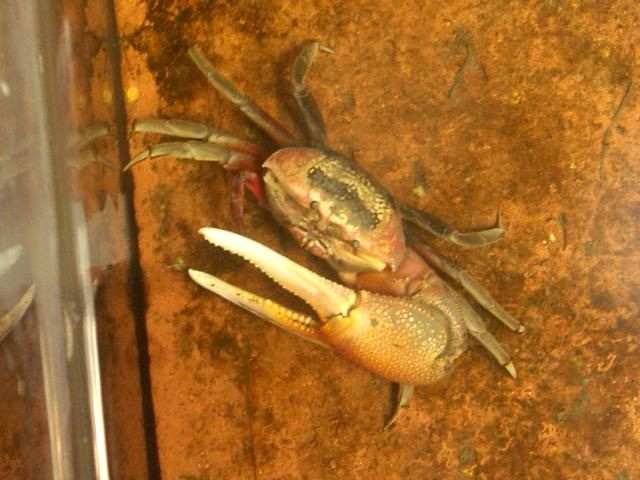
紅樹林沼澤區常見的招潮蟹

位於河口附近，鹽度變化大，水位定期升降，是許多魚蝦繁殖的場所。常見動物有沙蠶、招潮蟹、貝類、彈塗魚和水鳥等。台灣的河口沼澤主要分布於西部沿海地區，較著名的有高美溼地、大肚溪口、四草濕地、曾文溪口等，依植物組成可分為草澤和林澤。
草澤的主要植物為蘆葦和茳茳鹹草。
林澤主要可分為紅樹林和溪口林（穗花棋盤腳和黃槿等）。

### 紅樹林
紅樹林植物是生長在熱帶及亞熱帶沿海的耐鹽常綠木本植物，是海邊良好護堤及防風樹種。台灣原有5種紅樹林植物，目前只剩4種，分別為水筆仔、紅海欖(五梨跤)、海茄苳和欖李，已滅絕的有紅茄苳等。台灣最主要的紅樹林在臺北市關渡、竹圍一帶的紅樹林保護區。

## 環境破壞對人類的影響
空氣、土地及水等污染，已使人類面臨臭氧層變薄、溫室效應和酸雨等環境問題。

### 臭氣層破壞
紫外線是屬於肉眼不可見光的一種，但他對於生物體的傷害確是極大，往往在照射過久之後，造成生物體的病變。在過去由於大氣層中有一部份是由臭氧所構成的，這一部份將大部份的紫外線吸收，使得直接接觸地表的紫外線並不是太多，對生物體的傷害也並不大。
這種破壞將使得臭氧層逐漸稀薄甚至消失。而大量的紫外線將可以直接照射地面。這將造成人類得到皮膚癌及白內障的機率大幅度的增加，海洋表面生活的浮游生物，也將發生死亡的危機。農產品也因而發生病蟲害病變，導致產量大減。
- 破壞包括DNA在內的生物分子，增加人類罹患皮膚癌、白內障的機率。
- 動物免疫系統受抑制。
- 植物生長遲滯、農作物減產。
- 破壤自然生態的平衡。
- 改變氣候、造成溫室效應，間接造成海平面上升。

### 溫室效應
即全球暖化，科學家推測其由二氧化碳、甲烷等溫室氣體造成，尤其畜牧業排放的溫室氣體更是全球的5%時、平均每6秒就有一個足球場大的雨林消失。此外，溫室效應也會造成北極冰層融化，海平面逐漸上升，根據估計，若海平面上升6公尺，台北盆地極有可能被淹沒。

### 酸雨
根據環保署的定義，酸鹼值在5.0以下的雨水稱為「酸雨」。
1990年4月起，環保署開始對台灣全島展開長期性的酸雨監測。根據環保署資料，1990-1999年在臺北、桃園、高雄等都會區和工業都市，雨水酸化的情形相當嚴重，pH值皆低於5.0。2000年後則較1990年代有改善的趨勢，其中高雄地區的pH值已明顯改善到5.0以上，但是台北、桃園一帶的雨水酸化現象依然明顯，pH值仍然低於5.0。環保署在2009年3月15日公布，2008年全台灣下酸雨最嚴重的地方是陽明山，年平均pH值只有4.5，pH值低於5.0的酸雨發生頻率高達81%。

### 優養化
當一個水域中，養分含量過高，造成水藻蔓生，即稱為優養化。造成的原因大部分是農民們的肥料流進水中，使的水中的養分含量越來越高，造成許多水藻在水中生存，水藻利用水中的養分進行呼吸作用，讓原本水域中的魚蝦沒有氧氣，魚蝦死亡，剩下一片死水。如果產生優養化非常嚴重，台灣已有許多水庫有優養化的現象，優養化會使水質變差，水澡蔓生速度相當迅速，若不做好環保，優養化將成為水庫殺手。

### 其他工業污染
- 空氣污染 - 2005年全台全年平均空氣品質不良日數（PSI<100）約4.16%，其中高屏地區達10.09%。[7]
- 水源污染 - 2005年全台50條主次要河川，38條中度或嚴重污染，其中北港溪、二仁溪、南崁溪、老街溪及新虎尾溪超過90%河段中度或嚴重污染。[8]
- 土地污染 - 2000年調查有1,024公頃的農地受到第五級重金屬嚴重污染。
- 輻射污染 - 1998年全台已發現100多棟輻射屋。

由於政治因素，台灣目前並無參與任何國際環境保護條例。

### 水資源缺乏
全球能使用的水不到百分之一，台灣地面起伏大，河流湍急，河水一下子流到大海，能使用的水資源並不多，加上優養化、水污染等問題，連水庫都遭到危機，使的民生用水變少，科學家預測，未來可能會沒有水可以使用。

### 生物歧異度降低

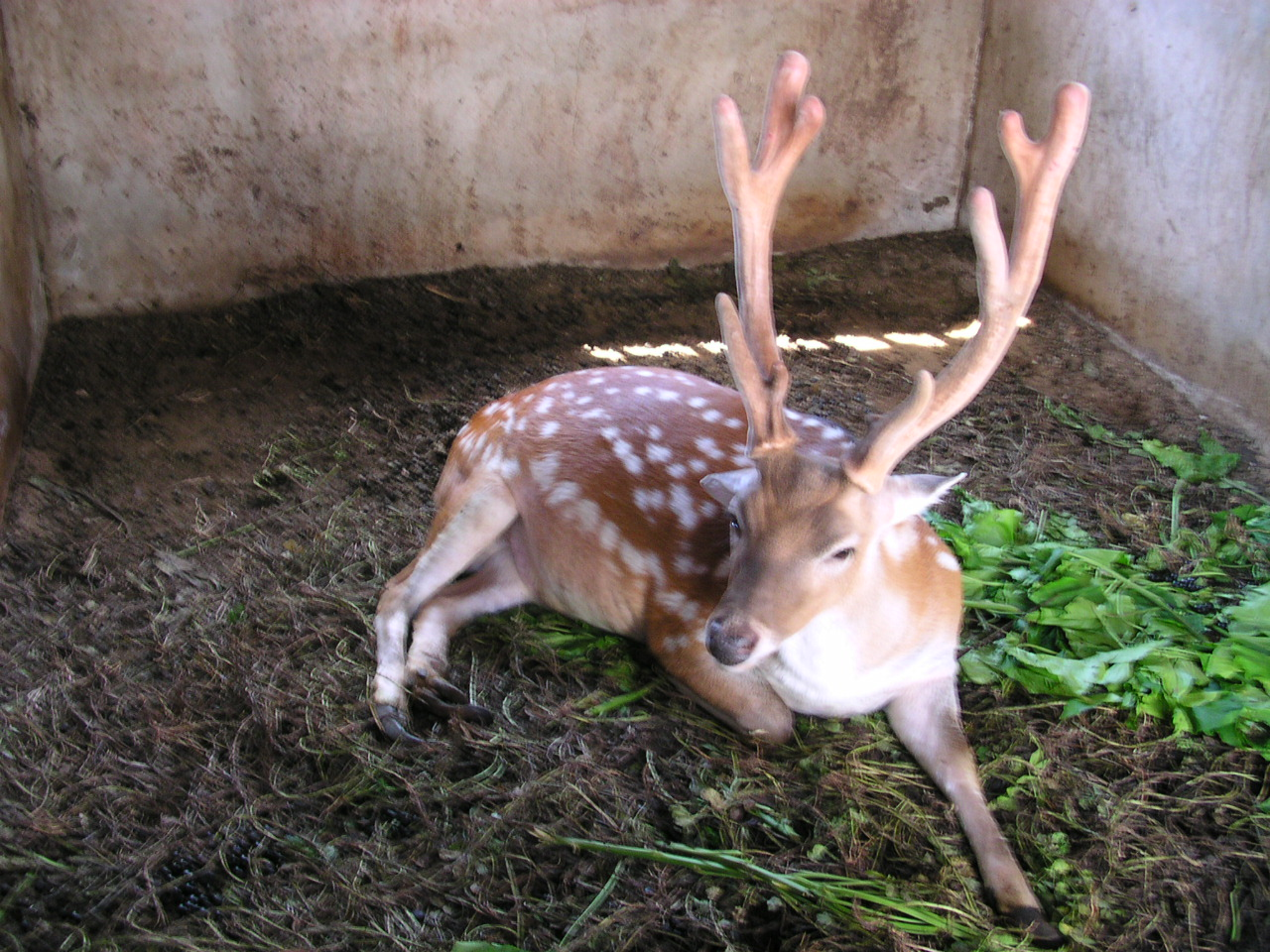
野生的台灣梅花鹿已經絕跡

- 棲地破壞 - 台灣山多平地少，開發山坡地、沼澤濕地是多年來的發展方式。台灣山坡地過去在經濟效益考量下，被開發為菜園、果園、茶園或高爾夫球場；沼澤地被開發為工業區等，都會破壞生物棲息地。
- 過度狩獵 - 如台灣梅花鹿在17世紀時曾經滿山遍野，當時鹿皮大量外銷日本等地。長期過度捕獵的結果，目前野生的台灣梅花鹿已經絕滅。
- 污染 - 如酸雨會使森林生長減緩、農作物減產，並使河川湖泊水質酸化；又如工廠排放重金屬廢水，造成物種減少或消失等。
- 外來種入侵 - 外來種在欠缺天敵的制衡下，過度繁殖，常會對當地生態環境造成衝擊。如福壽螺及吳郭魚引進後，導致台灣原生的田螺和鯽魚大為減少.

## 自然保育與環境保護

### 保育自然資源
國家公園與自然保留區的設置，可提供生物所需的棲息處。為保護自然風景及野生動植物，自1983年起，內政部已公告成立九座國家公園。另為保護野生動植物棲息地和特殊地景，自1986年起，農委會及各縣市政府已公告22個自然保留區、20個野生動物保護區及6個自然保護區。

## 延伸閱讀
- 呂光洋。1995。台灣地區生態環境特色。環境教育季刊，27：2 ~ 19。
- 陳玉峰。1996。生態台灣。晨星出版社，台中。

## 外部連結
- 台灣生物多樣性資訊網 （页面存档备份，存于）
- 台灣特有生物研究保育中心（页面存档备份，存于）
- 中華民國（台灣）環保署
- 中研院資源網台灣植物生態介紹